# Michael Obafemi
Michael Oluwadurotimi Obafemi (ur. 6 lipca 2000 w Dublinie) – irlandzki piłkarz występujący na pozycji napastnika w Southampton.